# Parc de l'Auzette
Le parc de l'Auzette est un espace vert de Limoges, situé dans la partie la plus basse de la vallée de l'Auzette, juste avant sa confluence avec la Vienne. Il se prolonge à l'Ouest par la coulée verte des bords de Vienne, et à l'Est, en amont le long de l'Auzette, par le parc du Mas-Rome dont il est séparé par la rue de Toulouse, mais auquel il est relié par un passage souterrain.